# Du Feng
Dans ce nom, le nom de famille, Du, précède le nom personnel.
Du Feng, (en chinois : 杜锋, en Hanyu pinyin : Dù Fēng), né le 31 juillet 1981 à Ürümqi en Chine, est un joueur de basket-ball chinois, évoluant au poste d'ailier.